# Terebratulina reevei
Terebratulina reevei är en armfotingsart som beskrevs av Dall 1920. Terebratulina reevei ingår i släktet Terebratulina och familjen Cancellothyrididae. Inga underarter finns listade i Catalogue of Life.